# Agauria salicifolia
Agauria salicifolia är en ljungväxtart som först beskrevs av Jean-Baptiste de Lamarck, och fick sitt nu gällande namn av Joseph Dalton Hooker och Oliver. Agauria salicifolia ingår i släktet Agauria och familjen ljungväxter.

## Underarter
Arten delas in i följande underarter:
- A. s. intercedens
- A. s. latissima
- A. s. pyrifolia

## Bildgalleri

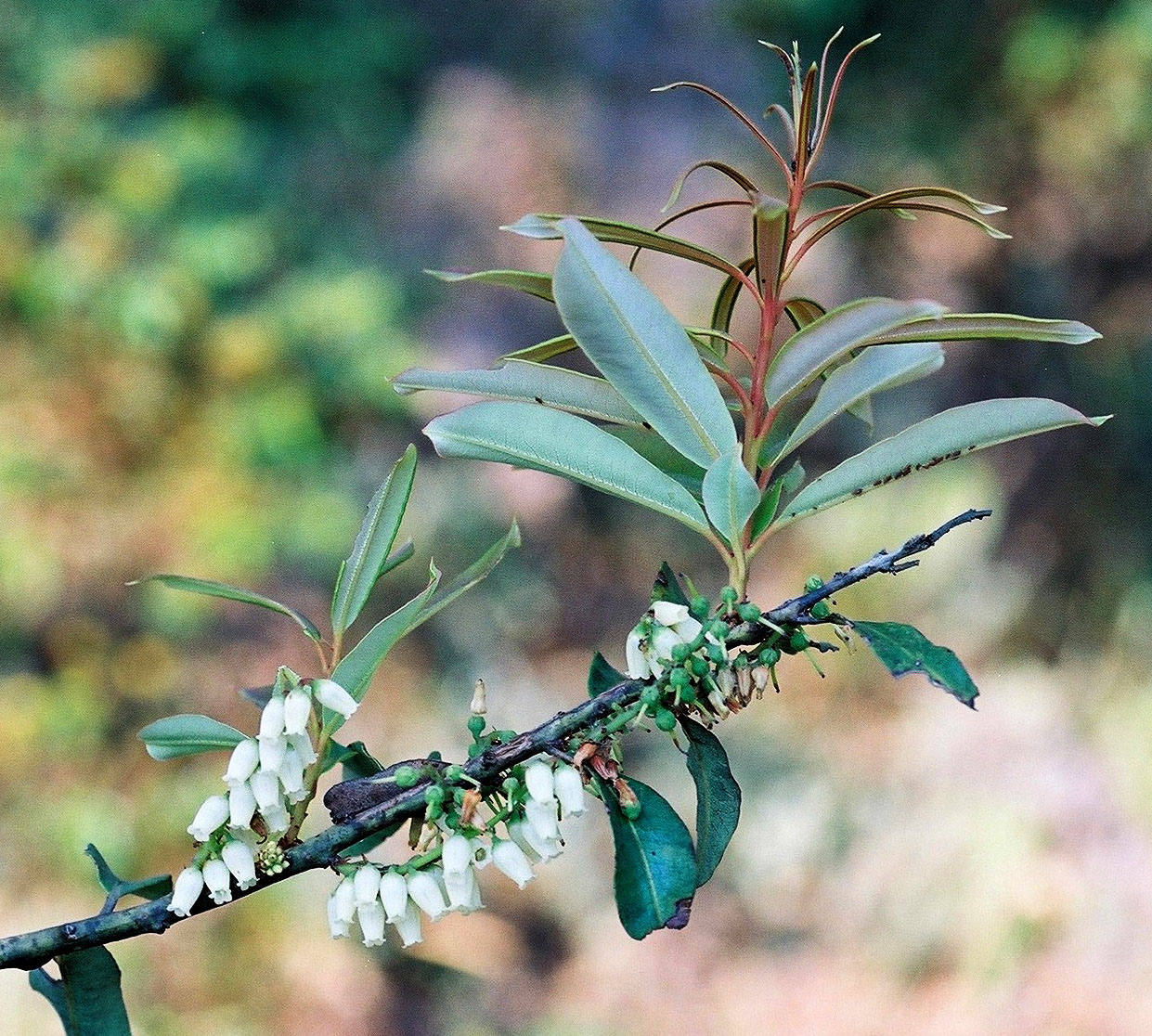
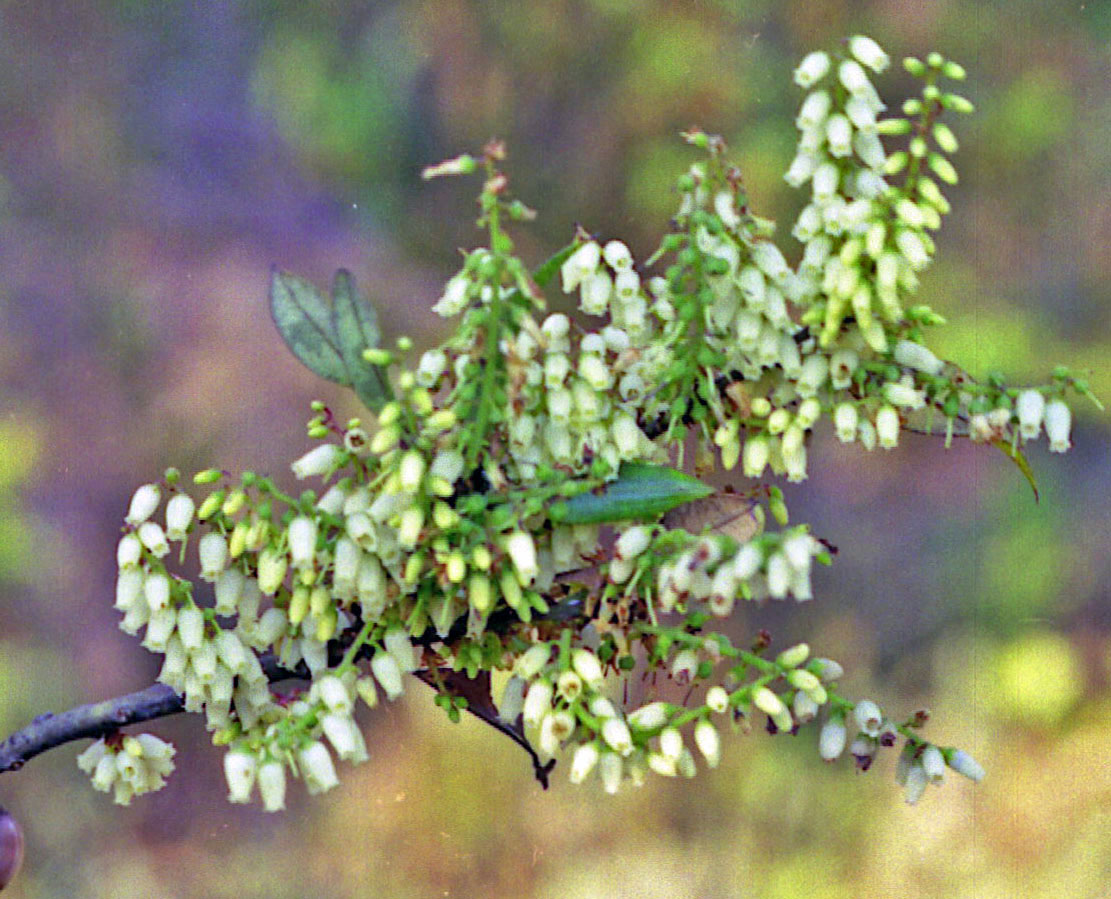
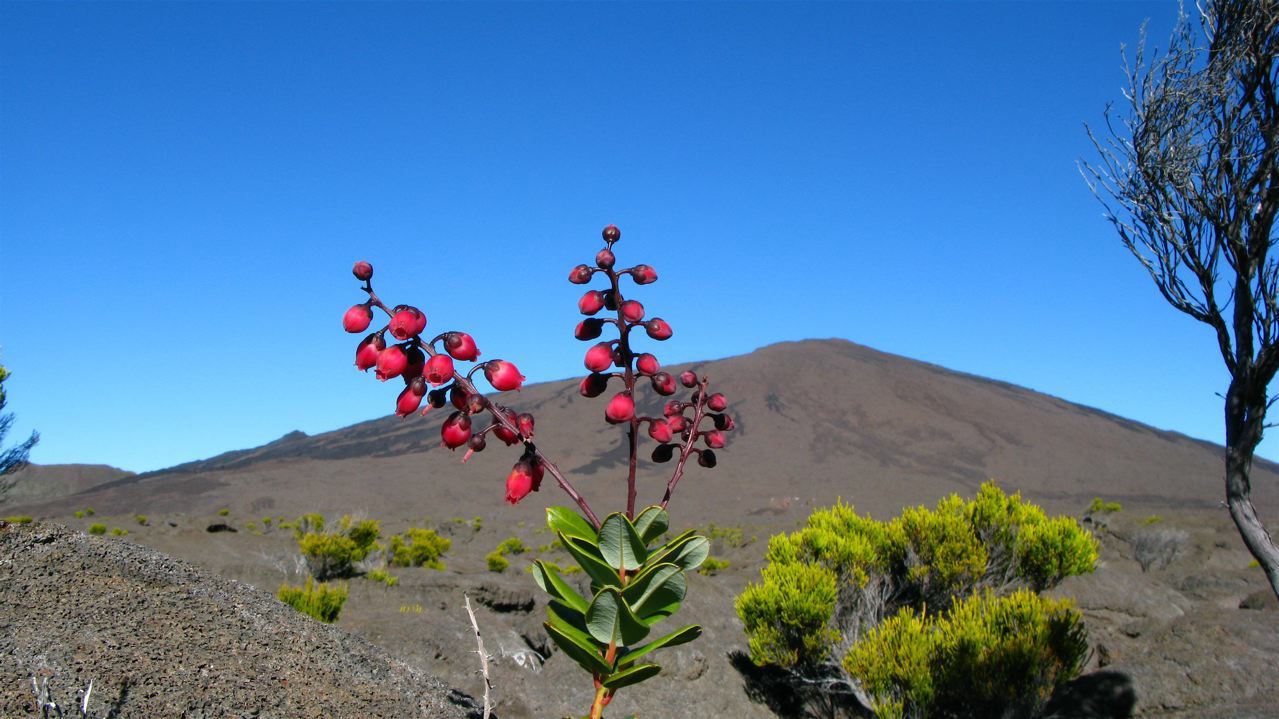